# Артамонов, Сергей Владимирович
Сергей Владимирович Артамонов (род. 5 августа 1979, Пенза) — российский оперный певец (бас).

## Образование
В 2001 году закончил Калининградский музыкальный колледж им. С. В. Рахманинова. Класс преподавателя, заслуженного артиста России В. А. Жукова.
В 2006 году закончил Московскую консерваторию им. П. И. Чайковского, факультет «Сольное пение». Класс профессора, народного артиста России Б. Н. Кудрявцева.

## Творческая деятельность
В 2003 году Сергея Артамонова, в то время студента 3-го курса консерватории, приняли в труппу московского театра «Новая опера». В этом театре солист исполнил более тридцати партий, в том числе принимал участие в премьерных показах спектаклей: «Иоланта» (Чайковский), «Царская Невеста» (Римский Корсаков), «Лоэнгрин» (Вагнер), «Волшебная флейта» (Моцарт), а так же концертных премьерах опер: «Псковитянка» (Римский-Корсаков), «Ломбардцы в первом крестовом походе» (Верди), «Мазепа» (Чайковский), «Алеко» (Рахманинов) и др. Большой успех Сергею Артамонову принесло исполнение партии Князя Игоря в премьере одноимённой оперы Бородина на сцене театра «Новая Опера». В 2018 году он вновь вошел в состав труппы.
Зарубежная карьера Сергея Артамонова началась в 2011 году с выступлений в Национальном оперном театре Сантьяго (Чили). Зарубежный дебют в Европе состоялся у Сергея Артамонова в Венеции, в знаменитом театре «Ла Фениче», с партией Коллена в опере Пуччини «Богема», затем последовали выступления во многих ведущих оперных театрах.
Сергей Артамонов работал приглашённым солистом в таких театрах как: «Ла Скала» (Милан Италия), «Арена ди Верона» (Верона Италия), «Ла Фениче» (Венеция Италия), «Театр комунале ди Болонья» (Болонья Италия), «Театр Бастилии» (Париж Франция), «Театр Капитоль» (Тулуза Франция), «Палау де Лес Артс» (Валенсия Испания), «Театр Велики» (Варшава Польша), «Большой театр» (Москва Россия), «NCPA» (Пекин, Китай), «Теато Муниципал» (Сантьяго Чили) и в других театрах. В разные годы его партнёрами по сцене были такие известные певцы как Пласидо Доминго, Хуан Диего Флорес, Мариэлла Девиа, Марчелло Альварес, Виалетта Урмана, Брин Терфаль и другие.
Зрители Большого театра могли наблюдать выступление артиста в 2013 году. Тогда он исполнил роль Эскамильо в опере Ж. Бизе «Кармен». В 2018 году артист предстал в образе Монаха из музыкального сочинения А. Даргомыжского «Каменный гость».
Певец ведет активную концертную деятельность. Он принимал участие в различных оперных фестивалях, в том числе в фестивале в Сен-Дени, в Крещенском фестивале в Новой Опере и фестивале им. Алехандро Гранде в Лиме (Перу). В 2019 году исполнил партию Нина в опере «Семирамида» Дж. Россини на Россиниевском оперном фестивале в Пезаро (Италия).

## Список исполненных певцом партий
- Рамфис «Аида» Верди — «Арена ди Верона» Италия, «Новая опера» Москва
- Фараон «Аида» Верди — «Арена ди Верона» Италия, «Театро Муниципал» Сантьяго Чили, опера Шанхая, «Новая опера» Москва
- Спарафучиль «Риголетто» Верди — «Опера Капитоль» Тулуза Франция
- Монтероне «Риголетто» Верди — «Новая опера» Москва
- Захария «Набукко» Верди — «Театро Коммунале» Болонья Италия, «Палау де лес Артс» Валенсия Испания, «NCPA» Пекин Китай, «Театр Велки» Врашава Польша, «Новая Опера» Москва, оперный театр Дижона Франция.
- Фиеско «Симон Бокканегра» Верди — «NCPА» Пекин Китай
- Феррандо «Трубадур» Верди — «Арена ди Верона» Италия, «Новая опера» Москва
- Пагано «Ломбардцы в первом крестовом походе» — «Новая опера» Москва (концертное исполнение)
- Йорг «Стифелио» Верди — «Новая Опера» Москва (концертное исполнение)
- партия баса в «Реквием» Верди — Болонья Италия
- Родольфо «Сомнамбула» Беллини — «Театро Филармонико» Верона Италия
- Оровезо «Норма» Беллини — «Театро Коммунале» Болонья Италия, «Палау де лес Артс» Валенсия Испания, опера Ниццы Франция
- Джорджио «Пуритане» Беллини — «Театро Муниципал» Сантьяго Чили
- Раймондо «Лючия ди Ламмермур» Доницетти — «Ла Скала» Милан Италия, «NCPA» Пекин Китай, «Новая Опера» Москва
- Коллен «Богема» Пуччини — «Ла Фениче» Венеция Италия, «Новая Опера» Москва
- Анчелотти «Тоска» Пуччини — «Опера Бастиль» Париж Франция
- Амантио ди Николао «Джанни Скикки» Пучини — «Новая Опера» Москва
- Лепорелло «Дон Жуан» Моцарт — «Театро Муниципал» Сантьяго Чили
- Зарастро «Волшебная Флейта» Моцарт — «Новая Опера» Москва (концертное исполнение)
- Дон Базилио «Севильский Цирюльник» Россини — «Новая опера» Москва
- Призрак Нино «Семирамида» Россини — фестиваль Россини в Пезаро Италия
- партия баса в «Стабат Матер» Россини — фестиваль Сент Дени в Париж Франция, фестиваль Алехандро Гранде в Лима Перу
- Альвизо «Джоконда» Понкьелли — «Театро Муниципал» Сантьяго Чили
- Глашатай «Лоэнгрин» Вагнер — «Новая опера» Москва
- Эскамилио «Кармен» Бизе — «Большой Театр» Москва
- Отец Лоренцо «Ромео и Джульетта» Гуно — фестиваль Алехандро Гранде в Лиме Перу, «Новая опера» Москва
- Старик «Цигане» Леонкавалло — филармония Монпелье Франция (концертное исполнение)
- Алеко «Алеко» Рахманинов — «Новая Опера» Москва (концертное исполнение)
- Гремин «Евгений Онегин» Чайковский — «Новая Опера» Москва
- Король Рене «Иоланта» Чайковский — «Новая Опера» Москва
- Сурин «Пиковая Дама» Чайковский — опера Марселя Франция (концертное исполнение)
- Архиепископ «Орлеанская Дева» Чайковский — «Новая Опера» Москва (концертное исполнение)
- Кочубей «Мазепа» Чайковский — «Новая Опера» (концертное исполнение)
- Малюта «Царская невеста» Римский-Корсаков — «Новая Опера» Москва
- Мороз «Снегурочка» Римский-Корсаков — «Новая Опера» Москва
- Иван Грозный «Псковитянка» Римский-Корсаков — «Новая Опера» Москва (концертное исполнение)
- Князь Гудал «Демон» Рубинштейн — «Новая Опера» Москва
- Варлаам «Борис Годунов» Мусоргский — «Новая Опера» Москва
- Руслан «Руслан и Людмила» Глинка — «Новая Опера» Москва
- Князь Игорь «Князь Игорь» Бородин — «Новая Опера» Москва
- Князь Галицкий «Князь Игорь» Бородин — «Новая Опера» Москва

## Личная жизнь
Жена Артамонова Анна Николаевна. Дочери Мария и Варвара, сын Иван.